# Schlacht bei Valls
Bailén –  Roliça –Vimeiro – Saragossa (1808) – Burgos (Gamonal) – Medina de Rioseco – Espinosa –  Tudela – Somosierra – Saragossa (1809) – La Coruña – Torres Vedras – Valls – Braga –  Oporto –  Talavera – Ocaña – Gerona – Ciudad Rodrigo (1810) – Buçaco – Gévora – Barrosa – Badajoz (1811) – Fuentes de Oñoro – La Albuera – Tarragona (1811) – Sagunt (Murviedro) – Ciudad Rodrigo (1812) – Badajoz (1812) –  Majadahonda – Salamanca – García Hernández –  Venta del Pozo – Vitoria – 
Sorauren – San Sebastián – Bidassoa
Die Schlacht bei Valls fand am 25. Februar 1809 während des spanischen Unabhängigkeitskrieges gegen Napoleon am Pont de Goi, einer Brücke über dem Francolí in der Nähe der katalanischen Stadt Valls, statt.
Es standen sich die französisch-italienischen Truppen unter Marschall Gouvion de Saint-Cyr und die spanischen Truppen unter dem Schweizer General Theodor von Reding gegenüber. Die spanischen Truppen wurden von Saint-Cyr besiegt. Dabei erlitt General Reding eine schwere Verwundung, an deren Folgen er am 23. April 1809 verstarb.

## Verlauf
In der Nacht des 24. Februar überquerte Reding mit seiner Vorhut den Francolí über die Brücke von Goi. Nachdem er aber am frühen Morgen des 25. mit Teilen der Division Souhams zusammengestoßen war, wurde Reding unsicher, zog sich wieder über die Brücke auf das rechte Flussufer zurück und baute dort eine defensive Schlachtlinie auf. Dies erlaubte es den zunächst überraschten Franzosen, sich vorzubereiten. Saint-Cyr ließ die italienische Division Pinos kommen, die zehn Kilometer entfernt in Pla de Santa Maria stand und war nun bereit mit überlegenen Kräften in die Offensive zu gehen.
Mit einem Scharmützel über den Fluss hinweg beschäftigte Saint-Cyr die Spanier bis sich gegen 15:00 Uhr die französischen Kräfte vereinigt hatten. Saint-Cyr ließ seine Truppen in drei Kolonnen vorrücken, zwei der Division Pinos und eine der Division Souham. Trotz zähen Widerstands erzwangen die Franzosen in einer gut koordinierten Aktion mit Kavallerie und starkem Artilleriefeuer den Übergang.
Die spanischen Kräfte wurden geschlagen und flohen zerstreut in Richtung Tarragona. Die Franzosen erbeuteten die gesamte spanische Artillerie und zogen in Reus ein. Sie belagerten Tarragona bis zum 20. März. In der Stadt brach die Pest aus und forderte viele Menschenleben unter der Garnison und den Einwohnern.
General Reding war in der Schlacht durch fünf Säbelhiebe verwundet worden. Er starb am 23. April 1809 in Tarragona an Wundfieber als Folge der erlittenen Verwundung.

## Galerie

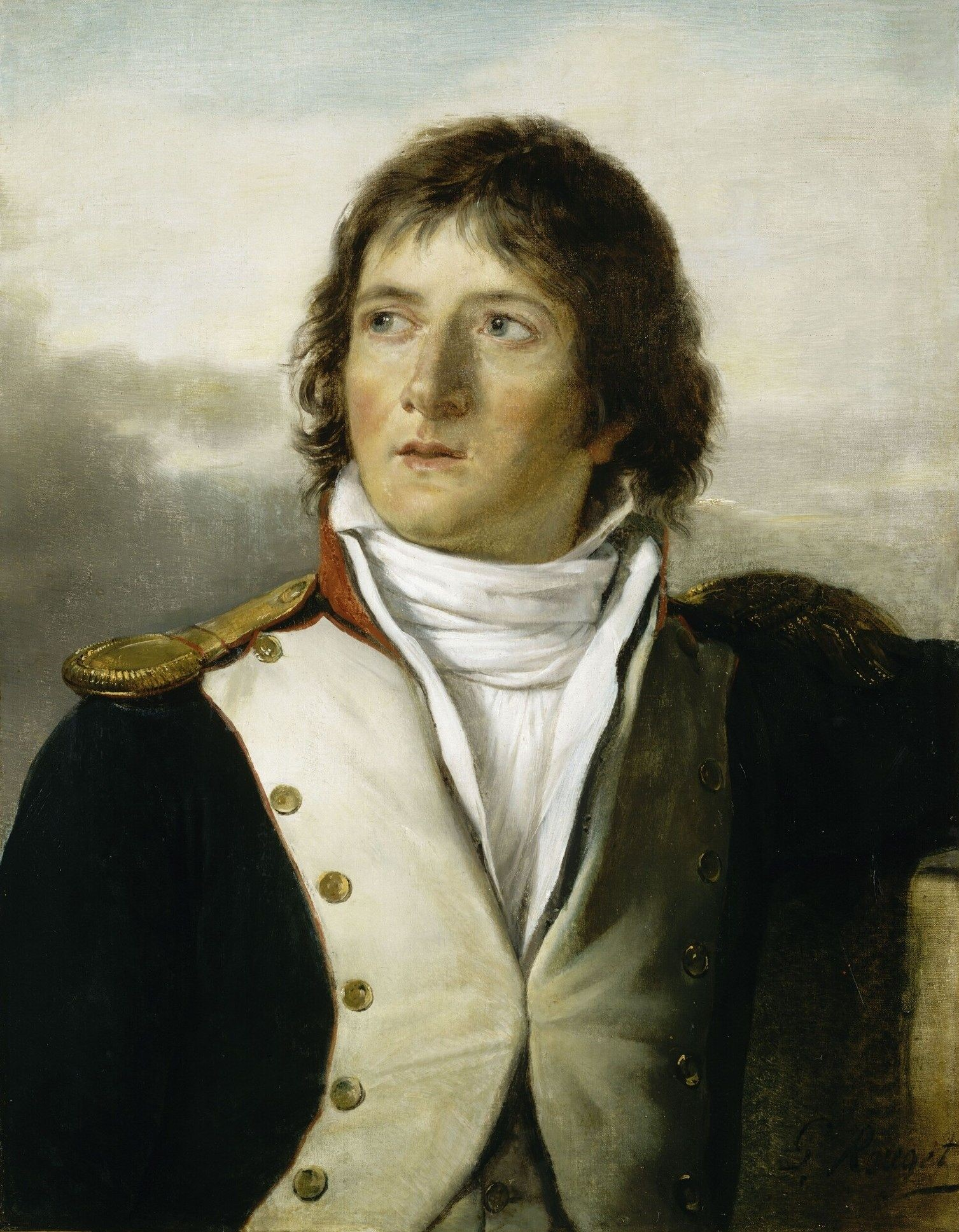
Gouvion Saint-Cyr
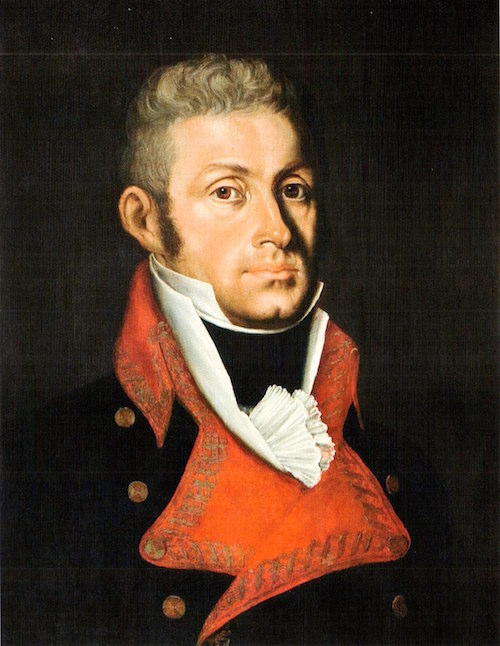
Theodor von Reding